# Alfonso Tórmez
Alfonso Tórmez (Murillo de Gállego, 27 de julio de 1945) es un antiguo piloto de automovilismo español.

## Biografía
Formó parte de la Escudería Artés de Arcos durante la década de 1960 y fue tercero en el Campeonato de Cataluña de Fórmula IV (1969) al volante de un Guepardo Artés. Posteriormente, se proclamó campeón de Cataluña de montaña (1978) con un Martini F-1800, después de ganar a la Trona, a Àngels y quedar segundo en Pont de Vilumara. El año siguiente consiguió el tercer lugar en la clasificación general. También disputó carreras de Fórmula 3 al volante de un Argo Toyota, un Avidesa y un Martini MK49. En 1987 ganó la Subida a Sant Feliu de Codines y fue campeón de Cataluña de montaña de monoplazas de F3.